# AGM-131 SRAM II
Le AGM-131 SRAM II (« Short-Range Attack Missile », en français, "Missile d'attaque à portée courte") est un missile air-sol nucléaire conçu pour remplacer l'AGM-69 SRAM. Ce missile à propergol solide était prévu pour être largué depuis un B-1B Lancer, transporter l'ogive W89 et avoir une portée de 400 km. Toutefois, le programme fût annulé par le président George H. W. Bush senior pour des raisons géopolitiques au moment de la livraison du premier missile.

## Développement
La mission de la famille SRAM consiste à lancer l'ogive sur sa cible sans nécessiter que le bombardier ne la survole directement.
Ces armes se seraient distinguées par une signature radar très faible, ce qui aurait compliqué leur détection. Le SRAM faisait partie de la triade nucléaire américaine, aux côtés des ICBM et SLBM, et représentait l'arme nucléaire stratégique lancée par avion, utilisée notamment par le B-1 Lancer et le B-2 Spirit.
En 1977, l'USAF envisagea une mise à niveau du SRAM pour le futur B-1A, dénommée AGM-69B SRAM B. Toutefois, à la suite de l'annulation du programme B-1A en 1978, le développement de l'AGM-69B fut abandonné. 
En 1981, avec la relance du programme B-1, désormais connu sous le nom de B-1B, il fut décidé de développer le SRAM II.
En 1986, Boeing obtint un contrat pour le développement de l'AGM-131A SRAM II, qui devait mesurer environ deux tiers de la taille de l'AGM-69A. Le SRAM II était conçu pour utiliser l'ogive thermonucléaire W89, offrant ainsi une sécurité accrue par rapport à l'ogive W-69 de l'AGM-69. La capacité opérationnelle initiale de l'AGM-131A était prévue pour 1993, mais le programme fut finalement annulé en 1991 par le président Bush, de même que les ogives W89 et W91.[réf. souhaitée]

## SRAM-T
Le SRAM II servait aussi de base à une variante tactique, le SRAM-T, qui utilisait une ogive W91 avec un rendement sélectionnable de 10 à 100 kilotonnes. Il avait une portée d'environ 250 miles (400 km) et était destiné à être transporté par des avions tels que le F-15E et le F-111.

## Ogives
| Modèle   | Type d'ogive | Thermonucléaire | Puissance (Équivalent en TNT) |
| -------- | ------------ | --------------- | ----------------------------- |
| AGM-131A | W89          | Oui             | 200 kilotonnes                |
| AGM-131B | W91          | Oui             | 100 kilotonnes                |